# Temera hardwickii
Temera hardwickii é uma espécie de raia elétrica da família Narkidae, sendo o único membro de seu gênero. No inglês é conhecida como "finless sleeper ray", que pode ser traduzido como "raia-dormideira-sem-nadadeira". É encontrada na plataforma continental do Sudeste Asiático, do leste do Mar de Andamão ao Vietnã e Bornéu.
Geralmente não ultrapassa 15 cm de comprimento, podendo ser o menor peixe cartilaginoso. É a única raia elétrica sem nadadeira dorsal. Possui um disco de nadadeira peitoral oval, que varia de mais longo que largo a mais largo que longo dependendo da idade, e uma cauda curta e robusta que termina em uma nadadeira caudal curta e profunda. As margens posteriores das nadadeiras pélvicas são sexualmente dimórficas, sendo mais côncavas nos machos.
Como outros membros de sua família, T. hardwickii  gera uma descarga elétrica defensiva a partir de órgãos elétricos pareados no disco. É vivíparo, com os embriões em desenvolvimento nutridos por vitelo. Uma ninhada de quatro filhotes foi registrado em um indivíduo. A União Internacional para a Conservação da Natureza (IUCN) classificou a espécie como "vulnerável". Esta espécie de reprodução lenta é capturada por pesca de arrasto de fundo intensivo e possivelmente outras pescas em sua área de distribuição, o que provavelmente causa alta mortalidade, independentemente de ser descartada ou utilizada.

## Taxonomia e filogenia
T. hardwickii foi descrita como uma nova espécie e gênero pelo zoólogo inglês John Edward Gray em uma edição de 1831 do periódico científico Zoological Miscellany. Sua descrição baseou-se em dois espécimes coletados em Penão, na Malásia, pelo general Thomas Hardwicke e que foram doados ao Museu Britânico. Assim, Gray nomeou a raia Temera hardwickii, ou "Temera de Hardwicke" como uma homenagem ao coletor.
Gray observou que o novo gênero era mais próximo do gênero existente Narke, pois não possui nadadeiras dorsais, enquanto Narke tem apenas uma e outras raias elétricas têm duas. Um estudo filogenético de 2012, baseado em morfologia, confirmou a relação próxima entre os gêneros Temera e Narke.

## Descrição

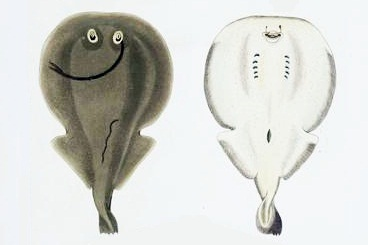
Temera hardwickii é identificada pela ausência de nadadeiras dorsais.

O disco de nadadeira peitoral da raia T. hardwickii é oval, ligeiramente mais largo que longo em adultos e circular ou mais longo que largo em juvenis. Os olhos pequenos e salientes são seguidos por espiráculos de bordas lisas, de tamanho semelhante.
Um par de órgãos elétricos em forma de rim é visível sob a pele em ambos os lados da cabeça. Uma cortina de pele, que alcança a boca, está presente entre as narinas pequenas e circulares, conectadas aos cantos da boca por sulcos. A boca pequena é suavemente arqueada e protrusível. Os dentes achatados têm bases hexagonais e estão organizados em faixas estreitas. Há cinco pares de fendas branquiais curtas.
As nadadeiras pélvicas são ligeiramente sobrepostas pelo disco, sendo longas, largas e aproximadamente triangulares, com margens posteriores mais côncavas nos machos. A cauda é robusta e muito mais curta que o disco. Única entre as raias elétricas, não possui nadadeira dorsal. A cauda termina em uma nadadeira caudal triangular, quase tão longa quanto larga, com cantos arredondados.
A pele não possui escamas placoides. A coloração dorsal é marrom-clara uniforme, por vezes com marcas escuras e manchas esbranquiçadas, e ventralmente é pálida, com margens escuras largas nas nadadeiras peitorais e pélvicas. É possivelmente a menor espécie de peixe cartilaginoso, o menor adulto conhecido media 8.2 cm de comprimento e pesava 13 g. Poucos indivíduos excedem 15 cm, com o comprimento máximo estimado em 18 cm, embora haja um registro antigo duvidoso de um espécime com 46 cm.

## Distribuição e habitat
A distribuição da T. hardwickii abrange do leste do Mar de Andamão, próximo à fronteira sul entre Tailândia e Myanmar, passando pelo Estreito de Malaca até Singapura, e ao norte até o Vietnã. Sua distribuição detalhada na Tailândia ainda é incerta. Há um registro isolado em Sarauaque, Bornéu.
Esta espécie bentônica habita o sedimento fino do fundo da plataforma continental, em águas costeiras e oceânicas. No século XIX, era considerada abundante o ano todo no Estreito de Malaca. É localmente comum em algumas áreas.

## Biologia e ecologia

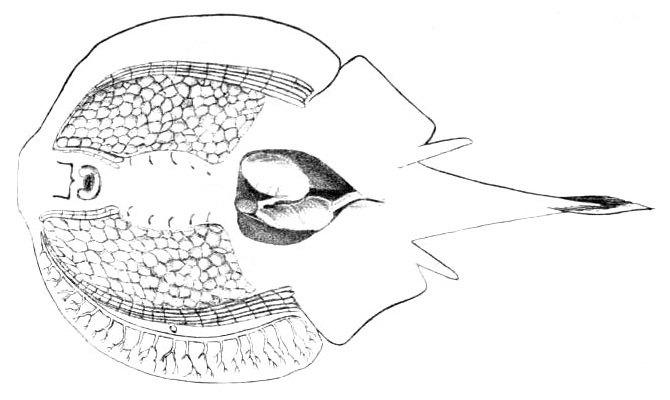
Desenho da anatomia selecionada da raia T. hardwickii. Nota para os grandes órgãos elétricos em ambos os lados do disco.

A espécie pode produzir uma descarga elétrica moderada para defesa contra predadores. O choque é originado nos dois órgãos elétricos, cada um com cerca de um terço do comprimento da raia. Esses órgãos consistem em numerosas colunas pentagonais ou hexagonais cheias de fluido, funcionando como baterias conectadas em circuito paralelo.
T. hardwickii provavelmente se alimenta de pequenos invertebrados. A estrutura robusta de suas mandíbulas sugere preferência por presas de concha dura. Theodore Edward Cantor relatou em 1850 que a espécie era frequentemente infestada por vermes minúsculos sob a pele, chamados "Cysteocercus temerae" e classificados como "entozoa" (um grupo obsoleto que incluía acantocéfalos, trematoides, cestoides e nematoides).
T. hardwickii tem um ciclo reprodutivo vivíparo, com os embriões sustentados durante a gestação por um saco vitelino. Há um relato de uma fêmea grávida de 10.5 cm com quatro fetos em estágio avançado, cada um com 2.9 cm; os filhotes eram semelhantes em forma e cor ao adulto, mas com discos mais espessos. Machos atingem maturidade sexual com cerca de 8.2-10.9 cm de comprimento, e fêmeas entre 10.5-14.8 cm.

## Interações humanas
T. hardwickii é uma espécie suscetível à pesca de arrasto de fundo e possivelmente outros equipamentos de pesca demersal. É uma potencial captura acessória de pescas intensivas em sua área de distribuição, especialmente no Mar de Andamão. A maioria dos indivíduos capturados é provavelmente descartada, mas as taxas de sobrevivência pós-captura são consideradas extremamente baixas. Capturas por pescadores birmaneses são frequentemente vendidas em Phuket, Tailândia. Devido à intensa pressão pesqueira e à baixa taxa reprodutiva, a espécie foi classificada como "vulnerável" pela União Internacional para a Conservação da Natureza (IUCN). Dados populacionais específicos são escassos, mas as populações de raias elétricas na Tailândia parecem ter declinado desde 1975.